# Спаспет

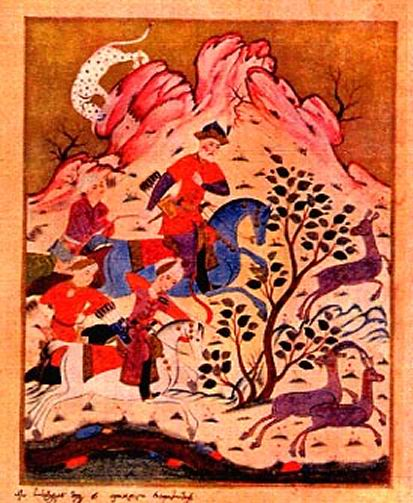
Царь Ростеван и спаспет Автандил на охоте

Сын вельможи-полководца, сам прославленный спаспет,

Автандил-военачальник был в расцвете юных лет.

Стройный станом, почитался он соперником планет,

Но ресницы солнцеликой довели его до бед.
Спаспет (груз. სპასპეტი) — главнокомандующий войсками в древней Грузии. Термин был заимствован из среднеперсидского и получил широкое распространение в Грузии. «Жизнь Вахтанга Горгасала» Джуаншера Джуаншериани и другие источники свидетельствуют о высокой роли, которую играли занимавшие эту должность лица. Есть мнение, что в Картли существовал институт главы государственной администрации — второго лица после царя. Страбон в «Географии» писал, что в Иберии второе после царя лицо являлось верховным судьёй и полководцем. Н. А. Бердзенишвили отмечал, что из слов Джуаншера видно, что этот историк уже не понимал, что спаспет — это главнокомандующий, предводитель всех эриставов и считает его носителем почётного звания царского воспитателя. В поэме «Витязь в тигровой шкуре» Шоты Руставели один из главных героев — Автандил — был спаспетом. Из текста поэмы ясно, что речь идёт о военачальнике.